# Fehérfejű rigótimália
A fehérfejű rigótimália (Turdoides leucocephala) a madarak osztályának verébalakúak (Passeriformes) rendjébe és a Leiothrichidae családjába tartozó faj.

## Rendszerezése
A fajt Philipp Jakob Cretzschmar német orvos és ornitológus írta le 1827-ben.

## Előfordulása
Afrikában, Eritrea, Etiópia és Szudán területén honos. A természetes élőhelye a szubtrópusi vagy trópusi száraz szavannák és cserjések, valamint folyók és patakok környéke. Állandó, nem vonuló faj.

## Megjelenése
Testhossza 22-25 centiméter.

## Életmódja
Rovarokkal táplálkozik.